# Léonie d'Aunet

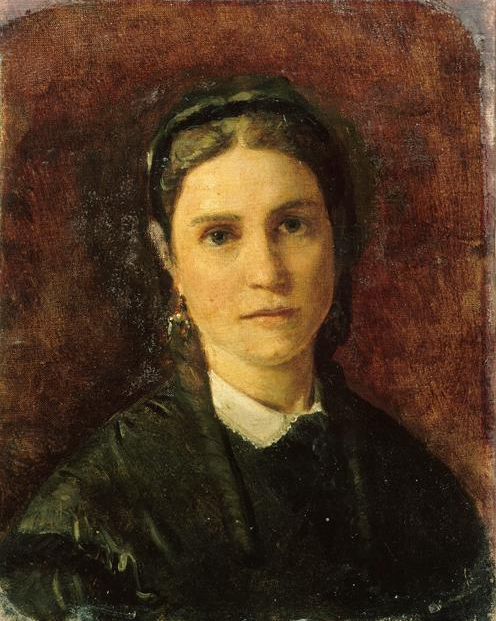
François-Auguste Biard, Léonie d'Aunet (Castello di Versailles)

Léonie Thévenot d'Aunet (Parigi, 2 luglio 1820 – Parigi, 21 marzo 1879) è stata una scrittrice, drammaturga ed esploratrice francese.

## Biografia
Léonie Thévenot d’Aunet era figlia del militare Auguste-François-Michel Thévenot d’Aunet, nato in Québec, e di d’Henriette-Joséphine d’Orémieulx. Il 23 luglio 1840 andò sposa al pittore francese François-Auguste Biard.
Nel 1838-1839 avevano partecipato, col futuro marito, ad una spedizione scientifica allo Spitzbergen, capitanata da Joseph Paul Gaimard. Ad Hammerfest, i componenti della spedizione erano saliti a bordo della corvetta La Recherche e avevano raggiunto la loro meta estrema, dopo un viaggio di alcune settimane. Léonie d'Aunet pubblicò 1854 un racconto della spedizione, sulla Revue de Paris, resoconto che conteneva le sue impressioni su quello che aveva visto: era stata la prima donna a spingersi nelle disabitate regioni boreali.

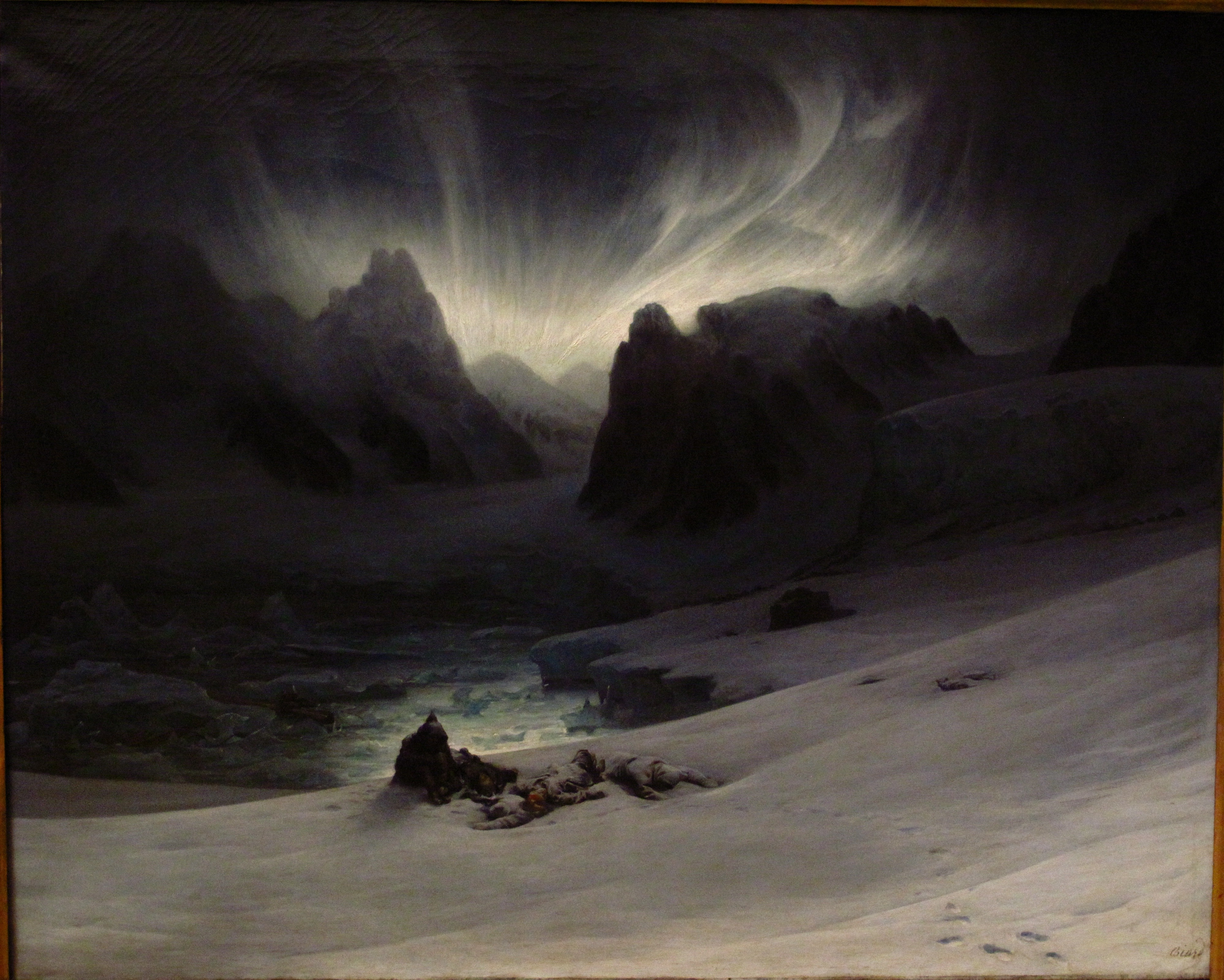
François-Auguste Biard, Veduta dello Spitzbergen con aurora boreale

Nel 1843, attraverso Fortunée Hamelin - una spregiudicata salottiera francese, ormai anziana - conobbe Victor Hugo e ne divenne l'amante. Allo scrittore ispirò alcune poesie, comprese ne Les Contemplations. Il 5 luglio 1845 i due amanti furono sorpresi in un albergo parigino, dal marito geloso che denunciò l'adulterio. I gendarmi non arrestarono Hugo, perché era protetto da immunità parlamentare, ma Léonie fu rinchiusa nella prigione Saint-Lazare; fu poi trasferita nel convento delle Dames de Saint Michel, quindi nel convento delle Augustines, dove rimase sei mesi.
Con l'aiuto di Adèle Foucher, moglie di Victor Hugo, si lanciò nella carriera letteraria, ma i maligni sostenevano che molte sue pagine erano in realtà scritte da Hugo. Una lunga corrispondenza tenne uniti i due ex amanti.
Léonie d'Aunet si separò dal marito nel 1855 e iniziò subito a pubblicare con Hachette, per prima cosa il Voyage d'une femme au Spitzberg; poi La Presse de France editò il suo Mariage en Province (1856), e di nuovo con Hachette uscirono Une Vengeance (1857), le tre novelle Étiennette, Silvère e le Secret (1859) e l'Héritage du marquis d'Elsigny (1863).
Il 30 gennaio 1856 andò in scena a Parigi, al théâtre de la Porte-Saint-Martin, il suo dramma Jane Osborn, interpretato da Lucie Mabire. Léonie d'Aune faceva uscire i suoi feuilletons su Le Siècle, sul Courrier de Paris sul Journal pour tous. Le riservarono rubriche di moda o di costume i periodici l'Événement e Les Modes parisiennes, dove scriveva sotto lo pseudonimo «Thérèse de Blaru».

## Scritti
- Une place à la cour, commedia in un atto, Poissy, Arbieu, 1854.
- (FR) Voyage d'une femme au Spitzberg: récit, Arles, Actes Sud, 1995  [1854], SBN LO11039547.
- Jane Osborn, dramma in quattro atti, Paris, A. Taride, 1855.
- Un mariage en province, Paris, W. Gerhard, 1856.
- Une vengeance, Paris, Hachette, 1857.
- (FR) Étiennette; Silvere; Le secret: nouvelles, Paris, Hachette, 1859, SBN AQ10037669.
- L'Héritage du marquis d'Elvigny. Les deux Légendes d'Hardenstein, Paris, L. Hachette, 1863.